# Concerto per violino e orchestra n. 2 (Bruch)
Il concerto per violino e orchestra n.2 in re minore op.44 è il secondo dei tre concerti per violino scritti dal compositore tedesco Max Bruch.

## Storia della composizione
Nel 1868 Bruch aveva appena terminato la sua prima opera per il repertorio violinistico, il Concerto per violino n. 1 in sol minore, quando si rimise al lavoro per comporre un nuovo concerto. Il compositore tedesco aveva assistito all'esecuzione del suo primo concerto da parte del noto violinista spagnolo Pablo de Sarasate e ne rimase affascinato. Scrivendo ad un amico nel marzo del 1877, Bruch commentava:
L'estro ed il talento di Sarasate furono dunque d'ispirazione per questa nuova composizione e il violinista spagnolo collaborò con il compositore nell'elaborazione del brano; pare che Bruch fosse talmente tanto soddisfatto dal risultato ottenuto dopo aver composto l'Adagio, che lo stesso Sarasate dovette dissuaderlo dal pubblicarlo come unico movimento, convincendolo a completare l'opera con i restanti due movimenti. Una volta terminato, nel novembre del 1877 il concerto venne eseguito per la prima volta dallo stesso Sarasate, al Crystal Palace di Londra.

## Struttura
Il concerto è composto da tre movimenti:
1. Adagio non troppo
2. Recitativo: Allegro moderato. Allegro. Andante sostenuto
3. Finale: Allegro molto

### Il primo movimento
Il brano inizia con l'Adagio, scelta insolita per un concerto di questo tipo. Il movimento gioca con il contrasto tra il tema principale, drammatico e intenso proposto all'inizio in re minore, per poi passare ad un secondo tema molto più lirico in fa maggiore che infine approda nella tonalità di re maggiore.

### Il secondo movimento
Il secondo movimento vede un'introduzione eseguita dall'orchestra per poi affidare il Recitativo al solista. La caduta morente del corno, con cui termina il movimento, è ripreso nel successivo Finale.

### Il terzo movimento
L'ultimo movimento, il Finale, riprende la tonalità del Recitativo, modulandolo successivamente in re maggiore. Questo movimento offre al solista ulteriori opportunità di agilità tecnica, terminando il brano con una conclusione brillante.

## Successo
Bruch non riuscì nell'impresa di ripetere il successo che accolse il Concerto n. 1 per violino, la cui fama segnò il destino del secondo concerto, costringendolo a vivere all'ombra del primo.